# Michel Thériault (chanteur)
Pour les articles homonymes, voir Michel Thériault et Thériault.
 (février 2018).
Si vous disposez d'ouvrages ou d'articles de référence ou si vous connaissez des sites web de qualité traitant du thème abordé ici, merci de compléter l'article en donnant les références utiles à sa vérifiabilité et en les liant à la section « Notes et références ».
Michel Thériault, aussi connu sous le pseudonyme « chanteur pop moutarde », est un auteur-compositeur-interprète d'origine acadienne. 

## Biographie
Les premiers disques de Michel Thériault, Funambule (1995), Mauvaise conduite (2000) et Drôle d'oiseau (2008) ont connu plusieurs succès radiophoniques en Acadie et dans la francophonie canadienne. 
En 2013, il fait paraitre une compilation de ses chansons les plus connues : Mes plus gros hits. Sa chanson la plus connue demeure Easy Rose.
En 2016, son cinquième disque Tout est marketing (2015) lui vaut le prix Éloizes « Artiste de l'année en musique » au Nouveau-Brunswick et trois nominations aux prix MusiqueNBMusic.
En 2018, Thériault fait paraître un disque double Le sage et le fou sous l'étiquette Le Grenier musique. Le disque Le sage regroupe 10 chansons enregistrées en studio en coréalisation avec George Belliveau. Le disque Le fou a été enregistré en spectacle. Les lapins qui illustrent la pochette sont des peintures de l'artiste.
Il a représenté l'Acadie au Québec, en France, en Belgique et en Suisse. Il a partagé la scène notamment avec Robert Charlebois, Michel Rivard et France D'Amour.

## Prix et distinctions
- 1990 : Lauréat de la Chanson primée au Gala de la chanson de Caraquet
- 1993 : Lauréat Auteur-compositeur-interprète au Gala de la chanson de Caraquet
- 1999 : Prix « Artiste masculin de l'année », attribué par les radios communautaires acadiennes
- 2001 : Prix Éloizes dans la catégorie « Artiste de l'année en musique »
- 2001 : Prix "Disque pop rock en Acadie" pour Mauvaise conduite, attribué par les radios communautaires acadiennes
- 2001 : Nommé aux East Coast Music Award dans la catégorie « Disque francophone de l'année » pour Mauvaise conduite
- 2015 : Nommé aux Prix Musique NB Music Awards 2015 dans les catégories « Artiste pop de l’année », « Enregistrement de l’année » pour Tout est marketing et « Chanson SOCAN de l'année » pour Jacuzzi Regae[2]
- 2016 : Prix Éloizes dans la catégorie « Artiste de l’année en musique » pour l’album Tout est marketing[1]
- 2017 : Prix Alliance Réseau des grands espaces et RADARTS attribué lors de la FrancoFête en Acadie
- 2018 : Nommé aux Prix Musique NB Music Awards dans les catégories « Artiste pop de l’année » et « Chanson SOCAN de l'année » pour Elle n’a plus 20 ans[4]
- 2019 : Nommé aux Prix Musique NB Music Awardsdans la catégorie « Artiste de la scène »